# Jean Astruc

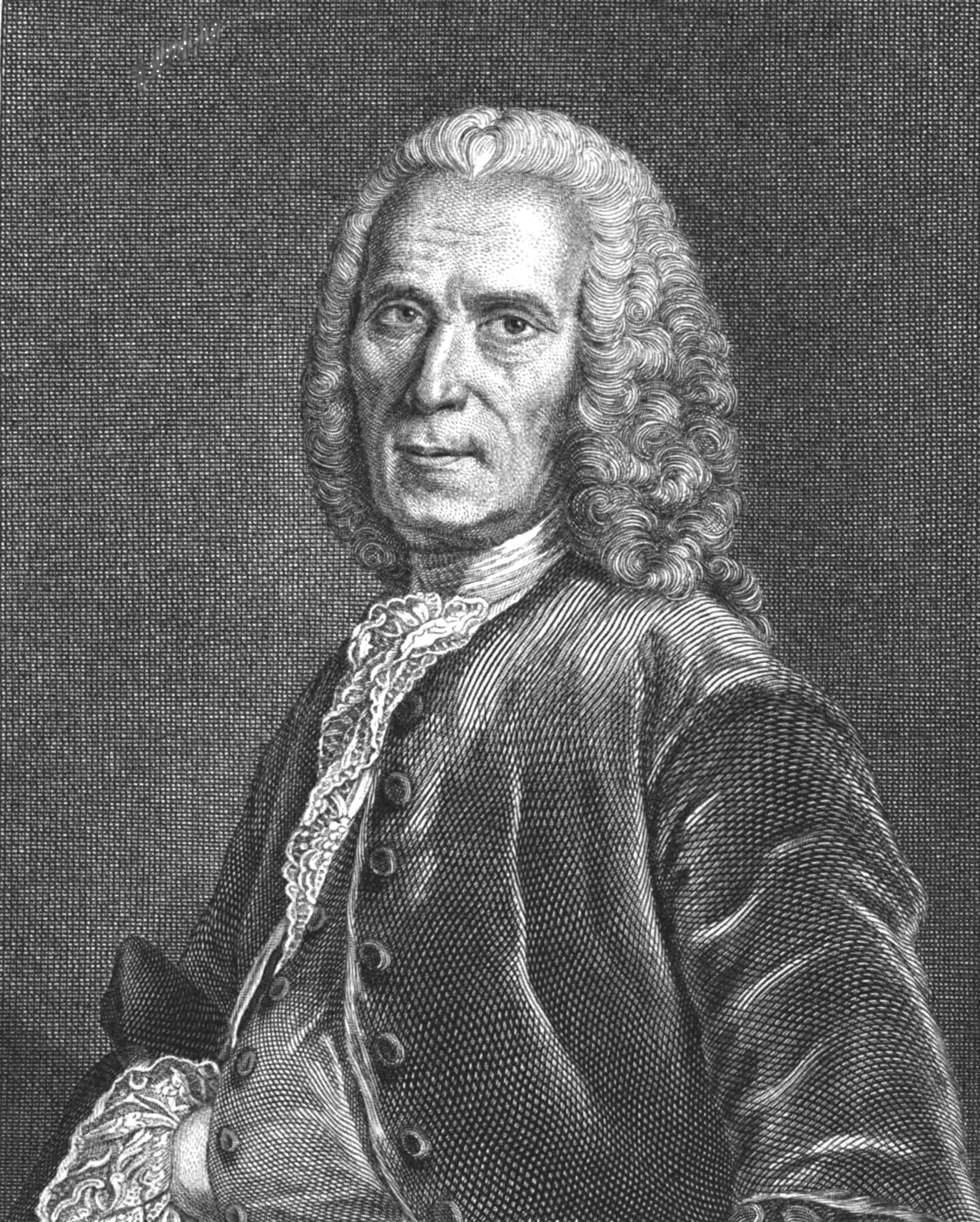
Jean Astruc 1684–1766

Jean Astruc (* 19. März 1684 in Sauve/Languedoc; † 5. Mai 1766 in Paris) war ein französischer Arzt, Professor der Medizin, Naturforscher und Begründer der modernen historisch-kritischen Erforschung des Pentateuchs.

## Leben und Wirken
1685, ein Jahr nach Jean Astrucs Geburt, konvertierte sein Vater, ein protestantischer Pastor, unter Zwang zum Katholizismus. Mit dem Edikt von Fontainebleau hatte König Ludwig XIV. die Religionsfreiheit in Frankreich endgültig widerrufen. Jean Astruc wurde zwar noch protestantisch getauft, bekannte sich aber, wie sein Bruder Anne-Louis, später Rechtsprofessor in Toulouse, zeitlebens zum Katholizismus. Zusammen mit seinem Bruder erhielt er durch den Vater eine erste Ausbildung, die er in Montpellier fortsetzte. Dort erhielt er im Jahre 1700 seinen Magister Artium in Philosophie.

### Arzt in Montpellier, Toulouse und Paris
Anschließend studierte er in Montpellier Medizin und erwarb 1703 im Alter von 19 Jahren den medizinischen Doktorgrad. Von 1706 bis 1709 übernahm er vertretungsweise die Anatomieprofessur von Pierre Chirac. 1710 bewarb er sich erfolgreich um den Lehrstuhl der Anatomie an der Universität Toulouse, den er 1711 besetzte. Als Chirac sich 1715 an den königlichen Hof in Paris band, konnte er erreichen, dass sein Platz in Montpellier durch Astruc besetzt wurde. Dieser bewarb sich dann aber erfolgreich um einen 1715, nach dem Tod von Jean Chastelain, freigewordenen Lehrstuhl. Er wurde Titularprofessor und eröffnete als solcher seine Kurse im Jahr 1717. Neben seinen Lehrveranstaltungen arbeitete er vor allem auf dem Gebiet der bibliographischen Forschung. Die in Montpellier für seine Forschungen verfügbaren Quellen waren nach elf Jahren erschöpft und so entschloss er sich, nach Paris umzusiedeln. 1729 wurde er in Dresden Leibarzt des Herzogs von Sachsen, kehrte aber bald nach Frankreich zurück. Die Stadt Toulouse ernannte ihn 1730 zum Schöffen („capitoul“). 1730 wurde er auch zum konsultierenden Arzt des Königs ernannt und 1731 erhielt er den nach dem Tod von Étienne François Geoffroy freigewordenen Platz im Collège de France. 1743 nahm ihn die Pariser medizinische Fakultät auf, nachdem er die erforderlichen Prüfungen und öffentlichen Disputationen überstanden hatte.

### De morbis venereis
Als Astrucs medizinisches Hauptwerk gilt seine „Abhandlung über die Geschlechtskrankheiten.“ („De morbis venereis.“), 1736 in sechs Büchern, ab 1740 in neun Büchern, 1777 in französischer und 1755 in englischer Übersetzung gedruckt. Die 1740er Ausgabe gilt als Standardausgabe und wird meist zitiert.
- Im ersten Buch vertritt er in Bezug auf den Ursprung der Syphilis die Kolumbus-Theorie.
- Im zweiten Buch diskutiert er über die Art der Ansteckung der Syphilis und über die Behandlung der Krankheit mit Quecksilber und mit Guajak-Holz.
- Das dritte Buch handelt von lokalen Erscheinungen der Geschlechtskrankheiten, bzw. von der „beginnenden Syphilis“. Darin wird unter anderem erstmals der Herpes genitalis genau beschrieben und dessen Übertragbarkeit untersucht.[2]
- Das vierte Buch handelt von generalisierten Erscheinungen der Geschlechtskrankheiten.
- Im fünften bis neunten Buch werden die Autoren, die bis zum Jahre 1740 über die Syphilis geschrieben haben, mit ihren Werken ausführlich vorgestellt.

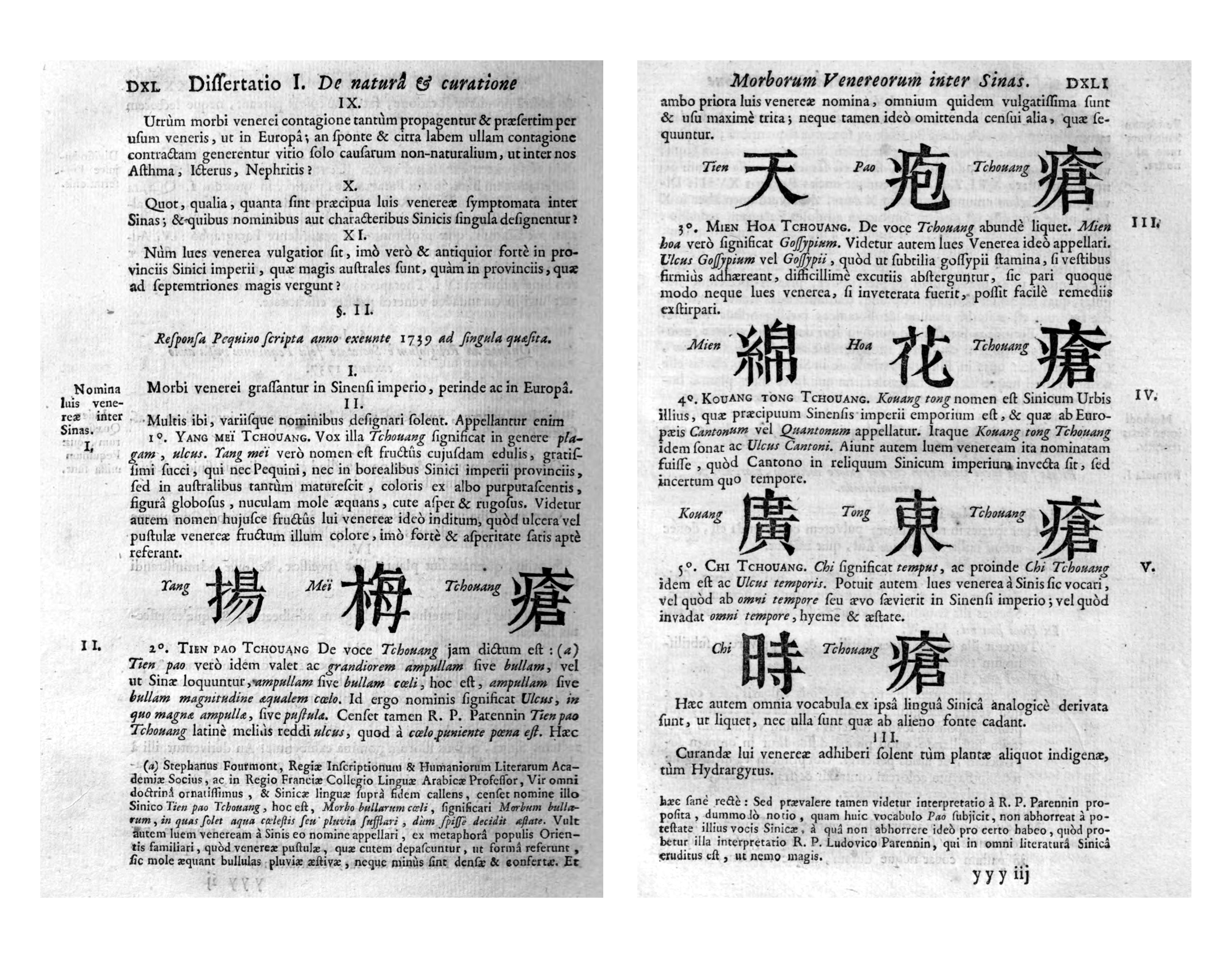
Chinesische Piktogramme zur Bezeichnung von Krankheiten. In: J. Astruc. De morbis venereis 1740

Ab der Ausgabe 1740 ergänzte Astruc sein Werk mit einer Abhandlung, die den Ursprung, die Benennung, die Eigentümlichkeit und die Behandlung der Geschlechtskrankheiten in China beschrieb („De origine, appellatione, natura & curatione Morborum Venereorum inter Sinas“). Darin waren zunächst elf Fragen abgedruckt, die er 1437 durch Vermittlung des Jesuiten Louis Parennin (1669–1741) an den in Peking weilenden Missionar Pierre Foureau (1700–1749) geschickt hatte. Diese Fragen hatte der Missionar an einen chinesischen Arzt weitergeleitet und er hatte dessen Antworten 1739 an Astruc zurückgeschickt. Aus China erhielt Astruc auch Proben der Drogen, die dort zur Behandlung von Geschlechtskrankheiten eingesetzt wurden. Diese Drogen versuchte er mit der Hilfe der Brüder Bernard und Antoine de Jussieu zu bestimmen. Er ließ seine Arbeit ausklingen mit Bemerkungen über die bei den Chinesen geltende Theorie über die Geschlechtskrankheiten, über die bei den Chinesen übliche Behandlungsart der Geschlechtskrankheiten sowie einen Vergleich der zeitgenössischen französischen Art der Behandlung der Syphilis mit derjenigen der Chinesen, mit dem Ziel herauszufinden, welche am wirkungsvollsten sei.
Aufbauend auf den Vorarbeiten von Marcello Malpighi über die Struktur der Haut teilte Astruc die Hautkrankheiten nach ihrem anatomischen Sitz ein und unterschied in seiner „Abhandlung von Geschwülsten und Geschwüren“ (1759) Epidermis, Schleimmembran, Cutis, Schweißdrüsen, Talgdrüsen, Haarbälge und Nervenpapillen. Furunkel sind nach ihm eine Erkrankung der Talgdrüsen. Den Sitz des Karbunkels verlegt er in die Schweißdrüsen.

### Chronist, Naturforscher und Religionswissenschaftler
Umfangreiches Material hatte Astruc über die Geschichte der Medizinischen Fakultät Montpellier gesammelt und durch eigene Beobachtungen ergänzt. Diese Sammlung konnte er jedoch nicht abschließen und veröffentlichen. Sein Schüler Anne-Charles Lorry ergänzte Astrucs Arbeit und gab sie 1767 heraus. Für das Studium der Geschichte der Medizinischen Fakultät der Universität Montpellier ist die Arbeit von Astruc und Lorry bis heute eine wichtige Quelle.
Jean Astruc ist auch als Naturforscher, Geograph und Geologe bekannt. Er schrieb eine Naturgeschichte des Languedoc (1737), die auch archäologische Informationen enthält.
1753 veröffentlichte er in Brüssel die Conjectures sur les mémoires originaux, dont il paroit que Moyse s’est servi pour composer le livre de la Genèse („Vermutungen über die ursprünglichen Quellen, deren sich Mose bediente, um das Buch der Genesis zu verfassen“). Darin thematisierte er den Unterschied einer elohistischen und einer jahwistischen Quelle im Pentateuch. So wurde er zum Begründer der neueren Pentateuchkritik.

## Werke
- Dissertation sur l’origine des maladies épidémiques et principalement sur l’origine de la peste, où l’on explique les causes de la propagation et de la cessation de cette maladie. Jean Mertei, Montpellier 1721 (Digitalisat)

1720 herrschte die Pest in Marseille. Die Ärzte stritten noch immer darüber, ob die Krankheit ansteckend sei. Astruc argumentierte, dass die Krankheit durch ein aus dem Morgenland kommendes Schiff eingeschleppt wurde und es daher unumgänglich sei, dass Zwangsmaßnahmen angewendet würden. Er konnte sich damit nicht gegen Pierre Chirac durchsetzen, der die Kontagiosität der Krankheit bezweifelte und der Regierung den Rat gab, auf schnelle und strenge Isolationsmaßnahmen zu verzichten.
- De morbis venereis libi sex. G. Cavelier Lutetiae Parisiorum 1736 (Digitalisat)
  - De morbis venereis libri novem. Editio altera G. Cavelier, Lutetiae Parisiorum 1740. Band I (Digitalisat) Band II (Digitalisat)
  - Traité de maladies vénériennes. P. G. Cavelier, Paris 1777 4. Auflage Band I (Digitalisat) Band II (Digitalisat) Band III (Digitalisat) Band IV (Digitalisat)
- Mémoires pour l’histoire naturelle de la Province de Languedoc. G. Cavelier, Paris 1737 (Digitalisat)
- Lettre de M. Astruc … sur un écrit intitulé, Second Mémoire pour les Chirurgiens. Paris 1737 (Digitalisat)
  - Jean-Louis Petit. Réponse D’Un Chirurgien De S. Cosme à la premiere Lettre de M. Astruc, au sujet du Mémoire des Chirurgiens, sur les Maladies Veneriennes. Paris 1737 (Digitalisat)
- Seconde lettre de M. Astruc … sur un écrit intitulé, Second Mémoire pour les Chirurgiens. Paris 1737 (Digitalisat) Troisième lettre de M. Astruc … à M. Delaire, Docteur en Médecine de la Faculté de Montpellier. Sur un écrit intitulé, Réponse d’un Chirurgien de Saint Côme. Paris 1737 (Digitalisat)
- Tractatus pathologicus. Cramer & Philibert, Genf 1743 (Digitalisat) * 4. Auflage, P. G. Cavelier, Paris 1767 (Digitalisat)
- Academical lectures on fevers: in which these disorders are fully treated of, and a method of cure subjoined to each: read in the Royal College at Paris. J. Nourse, London 1747 (Digitalisat)
- Conjectures sur les mémoires originaux dont il paroit que Moyse s’est servi pour composer le livre de la Genèse : avec des remarques, qui appuient ou qui. Fricx, Brüssel 1753 (Digitalisat) (Digitalisat)
- Doutes sur l’inoculation de la petite Vérole, proposés à la Faculté de Médecine de Paris. Paris 1756
- Dissertation sur l’immatérialité et l’immortalité de l’âme. Cavelier, Paris 1755 (Digitalisat)
- Traité des tumeurs et des ulcères … Avec deux lettres, I. Sur la composition de quelques remèdes … dont on cache la préparation. II. Sur la nature … des nouveaux remèdes … pour la guérison des maladies vénériennes. Méquignon, Paris 1759. 2. Auflage 1785 (Digitalisat)
  - Georg Ludwig Rumpelt (Übers.). Johann Astrucs Abhandlung von Geschwülsten und Geschwüren. 2. Auflage J. G. I. Breitkopf, Dresden und Leipzig, Band I 1790 (Digitalisat); Band II 1791 (Digitalisat)
- Traité des maladies des femmes, où l’on a tâché de joindre une théorie solide de la pratique pa plus sûre & la mieux éprouvée. Avec un catalogue des Médecins, qui ont écrit sur ces maladies. P. G. Cavelier, Paris Band I 1761 (Digitalisat) Band II 1761 (Digitalisat) Band III 1761 (Digitalisat) Band IV 1761 (Digitalisat) Band V 1765 (Digitalisat) Band VI 1765 (Digitalisat)
  - A treatise on the diseases of women : in which it is attempted to join a just theory to the most safe and approved practice ; with a chronological catalogue of the physicians who have written on these diseases. J. Nourse, London 1762 Band I (Digitalisat) Band II (Digitalisat) Band III (Digitalisat)
  - Christian Friedrich Otto (Übers.). Johann Astrucs … Theoretisch-practische Abhandlung von den Frauenzimmer-Krankheiten. Walther, Dresden Band I und II 1768 (Digitalisat) Band III 1770 (Digitalisat) Band IV 1772 (Digitalisat) Band V und VI 1776 (Digitalisat)
- L’art d’accoucher réduit à ses principes, où l’on expose les pratiques les plus sûres & les plus usitées dans les différentes especes d’accouchements. P. G. Cavelier, Paris 1766 (Digitalisat)
- Anne-Charles Lorry (Hrsg.). Mémoires Pour Servir À L’Histoire De La Faculté De Medecine De Montpellier. G. Cavelier, Paris 1767 (Digitalisat)